# Ludwig Schläfli
Ludwig Schläfli, född den 15 januari 1814 i Grasswil (nu en del av Seeberg) i kantonen Bern, död den 20 mars 1895 i staden Bern, var en schweizisk matematiker som främst ägnade sig åt geometri och funktionalanalys. Schläfli utgör tillsammans med Arthur Cayley och Bernhard Riemann förgrundsfigurerna inom den inledande utvecklingen av den flerdimensionella geometrin. Han gjorde grundläggande insatser inom studiet av polytoper (flerdimesionella motsvarigheter till polyedrar och polygoner, vilka av honom kallades Polyschemas) och den av honom införda Schläfli-symbolen är uppkallad efter honom.